# Cattedrale dell'Assunzione di Maria Vergine (Kalocsa)
La cattedrale dell'Assunzione di Maria Vergine (in ungherese: Kalocsai Nagyboldogasszony főszékesegyház) è la chiesa cattedrale dell'arcidiocesi di Kalocsa-Kecskemét. Si trova nella città di Kalocsa, in Ungheria.

## Storia

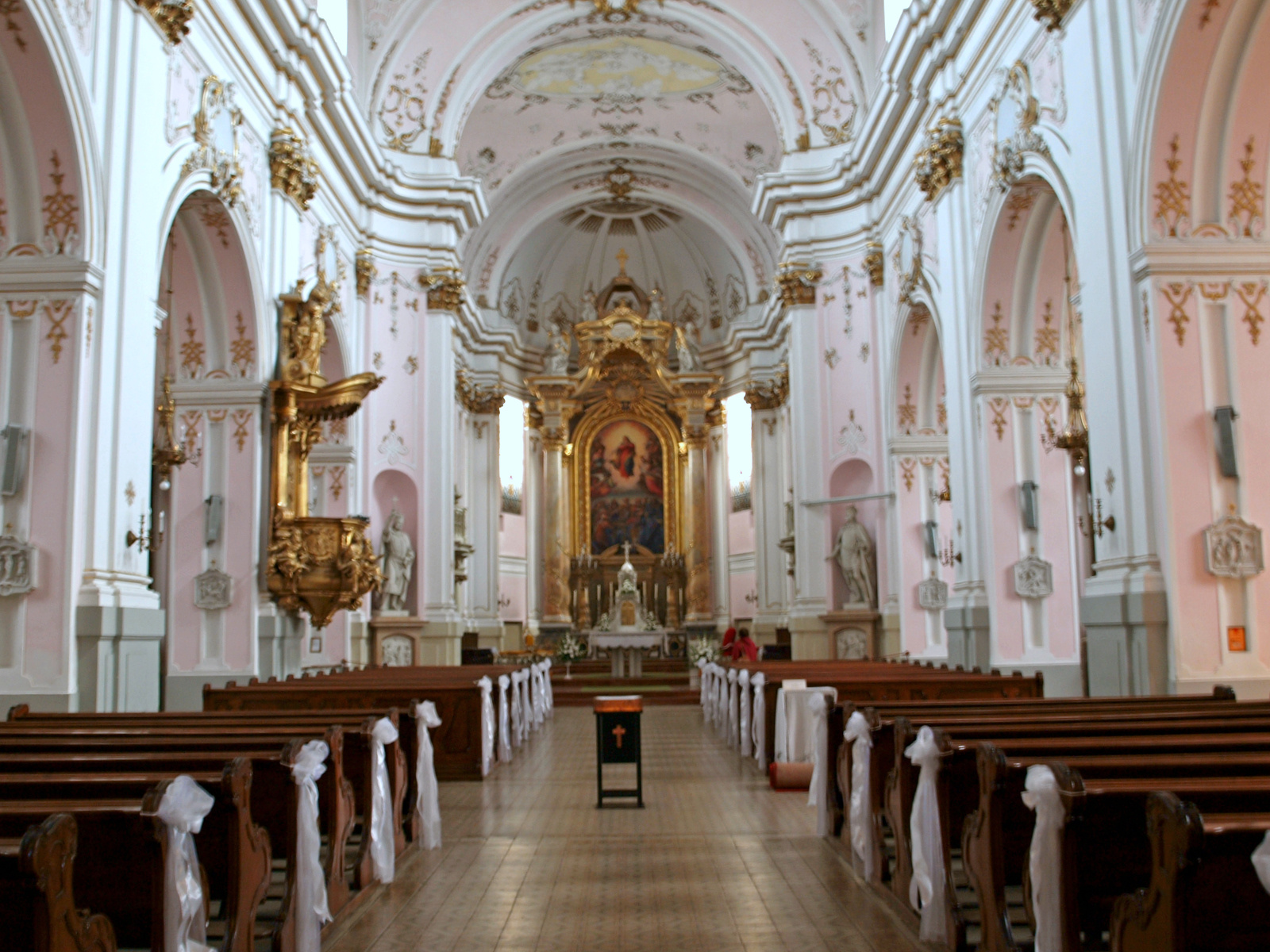
Interno

Nel 1050 fu costruita la prima chiesa, distrutta più volte nel corso dei secoli. L'attuale cattedrale è stata realizzata sui resti delle precedenti chiese ed è stata costruita tra il 1728 e il 1774 in stile barocco. La maggior parte dei documenti del XVIII secolo è andata perduta e il nome dell'architetto è incerto. Il tempio è stato probabilmente progettato da Andreas Mayerhoffera o Josef Emanuel Fischer von Erlach o da qualcun altro. Parte della chiesa barocca è bruciata nel tardo Settecento.
Gli stucchi sul soffitto sono stati realizzati da maestri italiani, la pala della Assunta è opera di Leopold Kupelwieser originario di Vienna. Le figure di fronte all'altare maggiore sono i re Stefano I e Ladislao I.